# 세림
세림(1999년 3월 3일~)은 스타쉽 엔터테인먼트 소속으로 대한민국의 가수이자, 보이 그룹 크래비티의 멤버이며 리더, 메인래퍼를 맡고 있다. 본명은 박세림이다.

## 데뷔 전
- 스타쉽에 입사하기 전 큐브엔터테인먼트, YG엔터테인먼트에서 연습생을 했었다. 총 연습생 기간은 4년이다.
- 2018년 12월 20일에 발매한 미키 마우스의 탄생 90주년을 축하하기 위해 만들어진 우주소녀의 디지털 싱글〈It's A Good Time〉에 랩 피쳐링으로 참여했었다. 뮤직비디오에 등장하는 미키 마우스의 랩 파트를 맡았었다.
- YG 연습생 시절, 서바이벌 오디션 <YG 보석함>에서 아주 깨알같이 출연한 모습이 있다

## 가족관계
아버지는 야구선수이고 어머니는 어린이집선생님이다. 아버지가 야구선수라서 그런지 세림의 어렸을 적 꿈은 야구선수였기도 했다.
가족관계 중 사촌동생도 있다. 이름은 박송이이다.

## 성격
- 맏형이지만 멤버들에게 맨날 껌딱지처럼 치근덕댄다. 그래서 붙여진 별명이 대왕 껌딱지.줄여서줄여서 대지. 돼지를 좋아해서 붙여진 별명이기도 하다.

- 말투도 조곤조곤하고 나른하고 차분하다. 워낙 화도 잘 안 내고 평화주의자라서 그런지 이때까지 말싸움도 잘 안 해봤다고 한다.

- 매우 긍정적인 성격의 소유자이다. 멤버들이 얘기하기를 긍정 점수가 10점 만점에 5000만점이라고 얘기할 정도로 긍정적이다. 그리고 좌우명도 "긍정적으로 살자."이다.

- 팀 내에서 인맥이 가장 넓은 멤버로 알려져있으며 친화력이 좋은 성격 덕에 계속 새롭고 의외의 친목이 튀어나와 팬들을 자주로 놀래키고 있다. 특히 본인과 동갑내기인 99년생 아이돌 친구가 압도적으로 많은 것으로 보인다.

- CRAVITY의 울보즈 중 한 명으로 눈물이 굉장히 많다고 한다.

- 팬 서비스가 매우 좋다. 팬들에게 모두 잘 하기로 소문난 그룹인 CRAVITY 중에서도 팬 서비스로 언급이 많은 멤버 중 하나.

## 비주얼
깊은 아이홀 때문에 조명이 위에서 아래로 비추어지게 되면 모아이 석상이 된다고 하며 그림자가 거의 눈을 잡아먹을 정도이다. 이에 동글동글한 작똑코 형준과 대비가 된다. 아버지의 잘생긴 눈썹뼈와 부모님 두 분의 예쁜 코를 닮았다고 한다.
코는 외국인으로 오해받을 정도로 높은 코를 가지고 있고 얼굴에 T존이 굉장히 확실하다. 또, 닮은 꼴로 언급되는 동물은, 늑대와 골든리트리버가 대표적이다.

## 별명
| 별명   | 설명 또는 이유                        |
| ------ | ------------------------------------- |
| 셂     | 세림이라는 이름을 한 글자로 줄인 별명 |
| 셂횽   | 세림이 + 형                           |
| 셀리더 | 세림 + 리더                           |